# The Blob (1988)
The Blob (bra: A Bolha Assassina) é um filme estadunidense de 1988, dos géneros ficção científica e terror. Trata-se de um remake de um filme homónimo de 1958.

## Sinopse
Um meteorito cai perto da cidade de Arborville, Califórnia e um morador de rua o descobre. Uma substância gelatinosa (o Blob ou Bolha) gruda em sua mão, causando-lhe grande dor. Três estudantes do ensino médio - Brian Flagg, Meg Penny e Paul Taylor - socorrem o homem e o levam a um hospital. Paul testemunha que a metade do homem derrete pela exposição ao Blob e, ao chamar por ajuda, mas também é absorvido. Meg ouve os gritos e vê Paul ser devorado pelo Blob e, quando tenta puxá-lo, arranca o braço dele. Ela desmaia e o Blob escorre para fora do hospital e mata o casal.
Brian e Meg se encontram numa lanchonete para falar sobre a morte de Paul e o lugar logo passa a ser atacado pelo Blob. Eles assistem a um ajudante ser puxado para a tubulação e depois o monstro os persegue. Brian e Meg escapam ao se esconder numa câmara frigorífera, mas a dona da lanchonete e o xerife que viera encontrá-la se tornam as próximas vítimas do monstro. Blob volta para os esgotos e Meg e Brian retornam à delegacia. São avisados que o delegado-assistente Briggs foi para o lugar da queda do meteoro. Ao chegarem lá os dois descobrem uma operação militar liderada por um cientista, Dr. Meddows, que ordena quarentena para a cidade. Brian escapa de uma van militar e recolhe a sua moto. Meg é levada para a cidade, onde descobre que seu irmão mais novo, Kevin, está num cinema local com o amigo Eddie. Blob ataca Phil e o gerente. Blob mata os patronos do cinema e provoca uma correria. Meg consegue avistar o irmão e fogem para o esgoto.
Brian escuta Meddows comentar com seu assistente Jennings que o Blob é um experimento de guerra biológica criado durante a Guerra Fria. Brian ouve Meadows decidir prender o Blob nos esgotos, e que, mesmo avisado de que Meg e o irmão estão lá, considera-os "dispensáveis". Brian é descoberto ouvindo e foge dos militares dirigindo sua motocicleta para os esgotos. Meg e Kevin fogem do Blob mas Eddie é devorado. Kevin escapa à superfície ao escalar um tubo e se espremer através de uma grelha. Meg é salva por Brian, que enfrenta Meddows e Brigss na frente dos habitantes da cidade. Depois de não conseguir convencer a todos que Brian está contaminado e deve morrer, Meddows tenta atirar no rapaz mas é morto pelo Blob que o arrasta para o esgoto. Blob agora gigantesco começa a massacrar a população, aparentando ser imune a todo tipo de tentativas dos militares para pará-lo (sobrevive a disparos e a uma bomba explodida no esgoto). No pânico que se seguiu, o reverendo Meeker proclama ser o fim do mundo como fora profetizado. Depois que um ataque de lança-chamas falha, o reverendo é atingido e se contorce em chamas. Meg o salva com um extintor de incêndio e também atira o gás no Blob que recua. Meg grita que ele não suporta o frio.
Os humanos sobreviventes retiram-se para a Câmara Municipal e seguram o Blob com barricadas de mobília e uso de extintores mas é uma batalha perdida, pois Blob engole metade do prédio e devora Briggs. Brian vai para a garagem da cidade e pega um caminhão fabricante de neve que carrega botijões de nitrogênio líquido. Quando Blob está prestes a devorar Meg e sua família, Brian chega e dispara neve na criatura, que se irrita e derruba o caminhão. O Blob avança para Brian mas Meg atrai o monstro para longe dele. Ela pega uma carga explosiva de um soldado agonizante e a ativa, mas fica com os pés presos. Brian recobra a consciência e corre para libertá-la. Blob está prestes a absorvê-los quando a carga explode, detonando os botijões e cobrindo o Blob com nitrogênio líquido. A criatura é congelada, partindo-se em pedaços cristalizados. Moss Woodley leva os restos para a casa de gelo da cidade.
Na cena final, o filme corta para uma tenda onde se reúne um culto, ordenado por um desfigurado Meeker. Enlouquecido, prega um sermão apocalíptico e quando lhe perguntam quando o tempo do ajuste de contas virá, ele responde: "Logo... Madame... logo... o Senhor vai me dar um sinal". E segura um frasco de vidro que contém um fragmento do Blob, que se agita lentamente.

## Elenco
- Kevin Dillon - Brian Flagg
- Shawnee Smith - Megan (Meg) Penny
- Donovan Leitch - Paulinus (Paul) Taylor
- Jeffrey DeMunn - Xerife Herbert (Herb) Geller
- Candy Clark - Francine (Fran) Hewitt
- Joe Seneca - Dr. Christopher Meddows
- Del Close - Jacob Meeker